# Liste der Biografien/Hils
Liste der Biografien |
Portal Biografien |
Personensuche
# |
A |
B |
C |
D |
E |
F |
G |
H |
I |
J |
K |
L |
M |
N |
O |
P |
Q |
R |
S |
T |
U |
V |
W |
X |
Y |
Z |
?
 
Ha |
Hd |
He |
Hi |
Hj |
Hk |
Hl |
Hm |
Hn |
Ho |
Hr |
Hs |
Ht |
Hu |
Hv |
Hw |
Hy
 
Hia |
Hib |
Hic |
Hid |
Hie |
Hif |
Hig |
Hih |
Hii |
Hij |
Hik |
Hil |
Him |
Hin |
Hio |
Hip |
Hir |
His |
Hit |
Hiv |
Hiw |
Hix |
Hiy |
Hiz
 
Hila |
Hilb |
Hilc |
Hild |
Hile |
Hilf |
Hilg |
Hilh |
Hili |
Hilj |
Hilk |
Hill |
Hilm |
Hilp |
Hils |
Hilt |
Hilu |
Hilv |
Hilz
Die Liste der Biografien führt alle Personen auf, die in der deutschsprachigen Wikipedia einen Artikel haben. Dieses ist eine Teilliste mit 51 Einträgen von Personen, deren Namen mit den Buchstaben „Hils“ beginnt.

## Hils
- Hils, Karina (* 1987), deutsche Skispringerin
- Hils, Karl (1889–1977), deutscher Bildhauer und Kunstpädagoge
- Hils, Miriam (* 2004), deutsche Fußballspielerin

### Hilsb
- Hilsbecher, Stefan (* 1946), deutscher Journalist und Hörspielregisseur
- Hilsbecher, Walter (1917–2015), deutscher Schriftsteller
- Hilsberg, Alfred (1947–2025), deutscher Musikjournalist und LabelbetreiberAlfred Hilsberg (1947–2025)

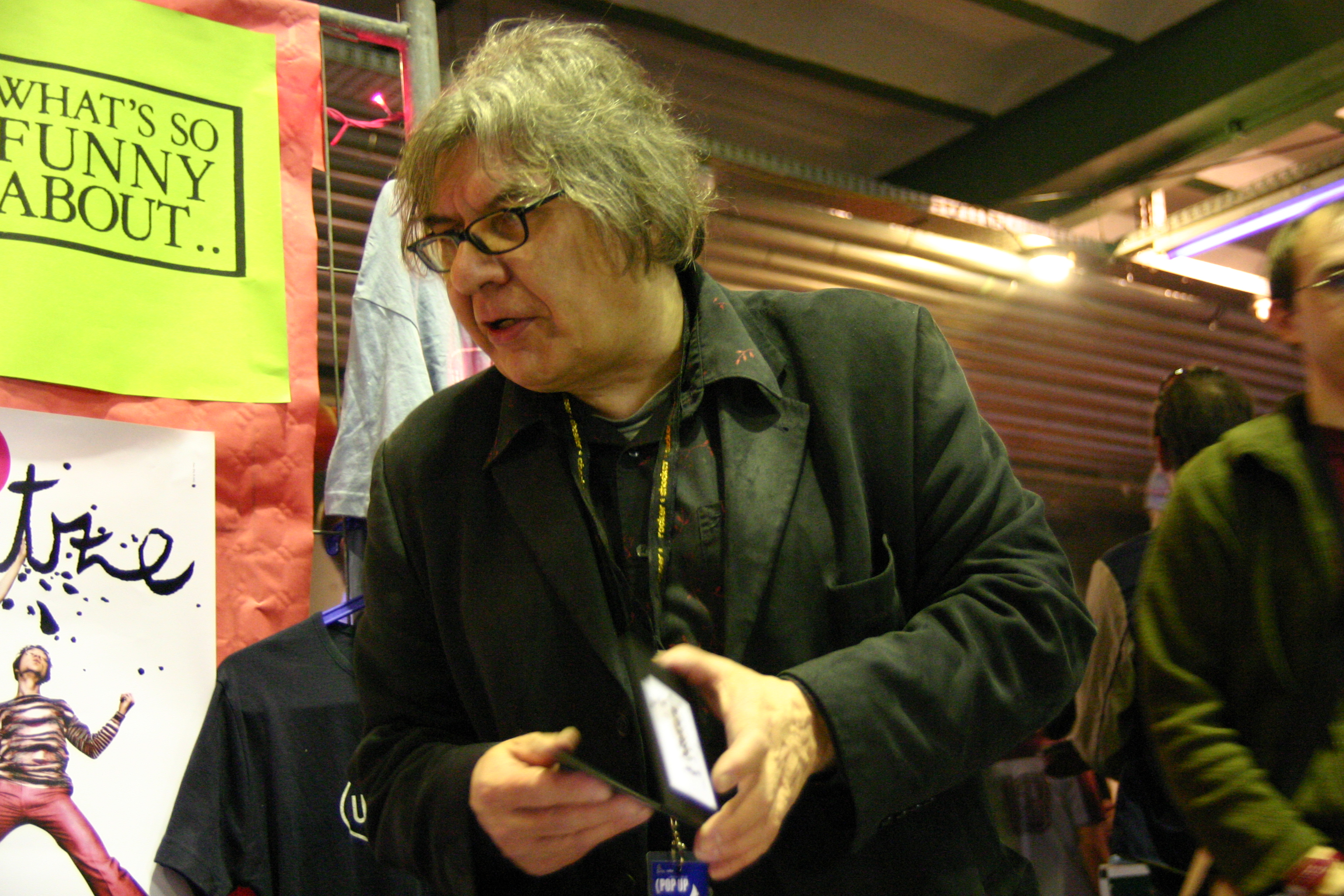
Alfred Hilsberg (1947–2025)

- Hilsberg, Esther (* 1975), deutsche Opernsängerin, Dirigentin und Komponistin
- Hilsberg, Inga (* 1972), deutsche Dirigentin
- Hilsberg, Stephan (* 1956), deutscher Politiker (SPD), MdV, MdB

### Hilsc
- Hilsch, Peter (* 1938), deutscher Historiker
- Hilsch, Rudolf (1903–1972), deutscher Physiker und Hochschullehrer
- Hilscher, Albert (1892–1964), österreichischer Pressefotograf
- Hilscher, Eberhard (1927–2005), deutscher Schriftsteller
- Hilscher, Joseph Emanuel (1806–1837), österreichischer Dichter
- Hilscher, Karl (1873–1936), österreichischer Heimatforscher und Pädagoge
- Hilscher, Kurt (1904–1980), deutscher Gebrauchsgrafiker und Werbedesigner
- Hilscher, Paul Christian (1666–1730), deutscher lutherischer Theologe und Geistlicher
- Hilscher, Rudolf (1921–2017), deutscher Bildhauer
- Hilscher, Sabine (* 1977), deutsche Bühnen- und Kostümbildnerin
- Hilscher, Simon Paul (1682–1748), deutscher Mediziner
- Hilschmann, Norbert (1931–2012), deutscher Biochemiker und Immunologe

### Hilsd
- Hilsdon, George (1885–1941), englischer Fußballspieler
- Hilsdorf, Dietrich (* 1948), deutscher Regisseur
- Hilsdorf, Hanna (* 1993), deutsche Schauspielerin
- Hilsdorf, Hans (1930–1999), deutscher Dirigent
- Hilsdorf, Hubert K. (1930–2010), deutscher Bauingenieur
- Hilsdorf, Jacob (1872–1916), deutscher Fotograf
- Hilsdorf, Theodor (1868–1944), deutscher Fotograf

### Hilse
- Hilse, Karsten (* 1964), deutscher Politiker (AfD), MdBKarsten Hilse (* 1964)

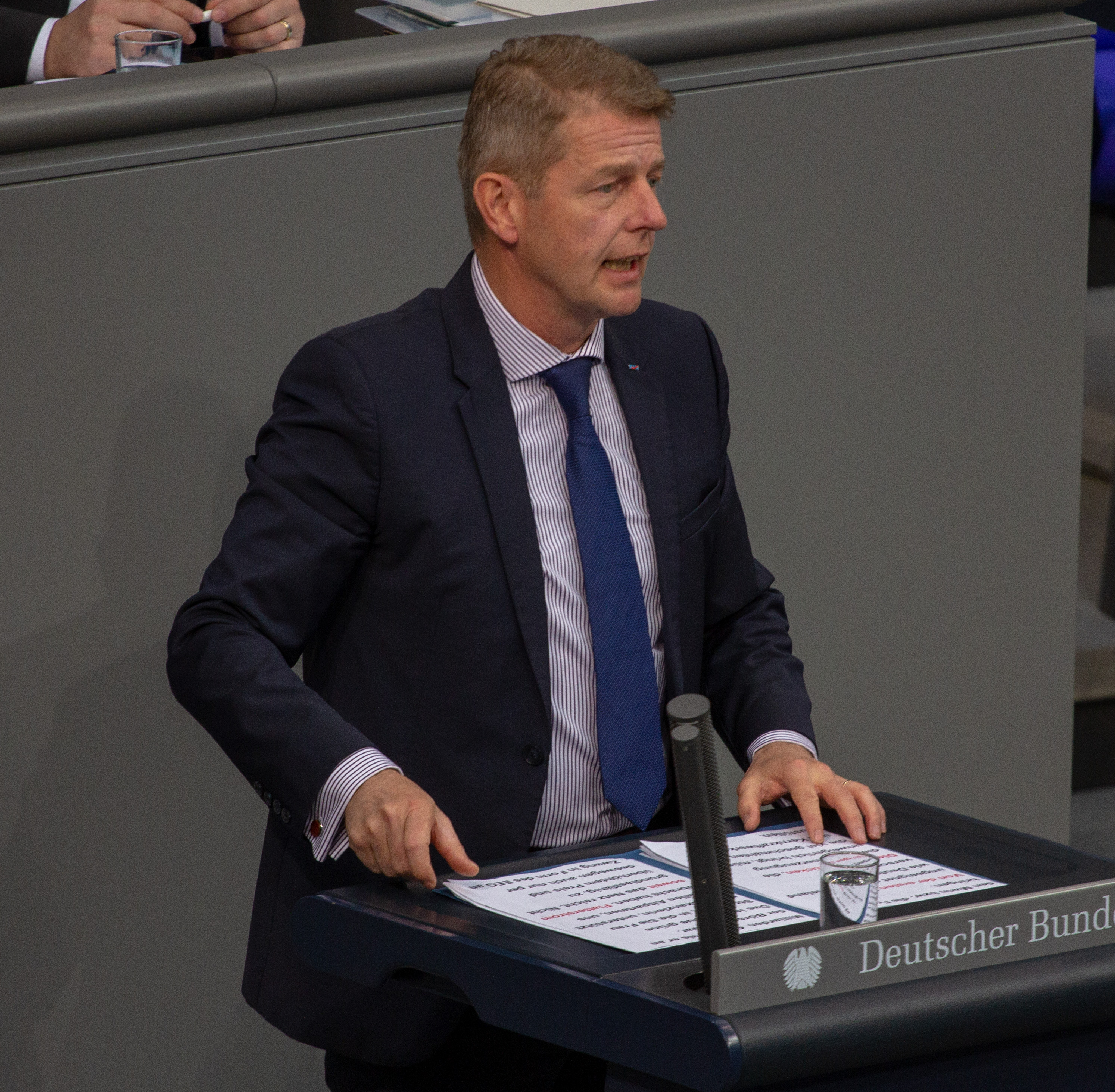
Karsten Hilse (* 1964)

- Hilse, Peter (* 1962), deutscher Radrennfahrer
- Hilse, Torsten (* 1955), deutscher Politiker (SPD) und Verleger, MdA
- Hilse, Werner (* 1952), deutscher Agrarfunktionär
- Hilsenbeck, Adolf (1873–1947), deutscher Historiker und Bibliothekar
- Hilsenbeck, Romuald (1897–1961), deutscher Postbeamter und Politiker (KPD)
- Hilsenbek, Karl (* 1957), deutscher Politiker (parteilos)
- Hilsenberg, Carl Theodor (1802–1824), deutscher Botaniker und Naturforscher
- Hilsenberg, Georg (1816–1881), Bürgermeister und Abgeordneter
- Hilsenrath, Edgar (1926–2018), deutscher Schriftsteller
- Hilser, Dieter (* 1953), deutscher Politiker (SPD), MdL
- Hilšer, Marek (* 1976), tschechischer Arzt, Hochschullehrer und Politiker

### Hilsk
- Hilsky, Erwin (1905–1980), deutscher Maler und Scherenschneider

### Hilsl
- Hilsley, William (1911–2003), deutsch-britischer Komponist, Musiker und Musikpädagoge

### Hilsm
- Hilsmann, Friedrich (1808–1900), deutscher Arzt und Demokrat

### Hilsn
- Hilsner, Leopold (1876–1928), Opfer eines antisemitisch begründeten Justizirrtums in Österreich-Ungarn

### Hilso
- Hilson, Keri (* 1982), US-amerikanische R'n'B-Sängerin und SongwriterKeri Hilson (* 1982)

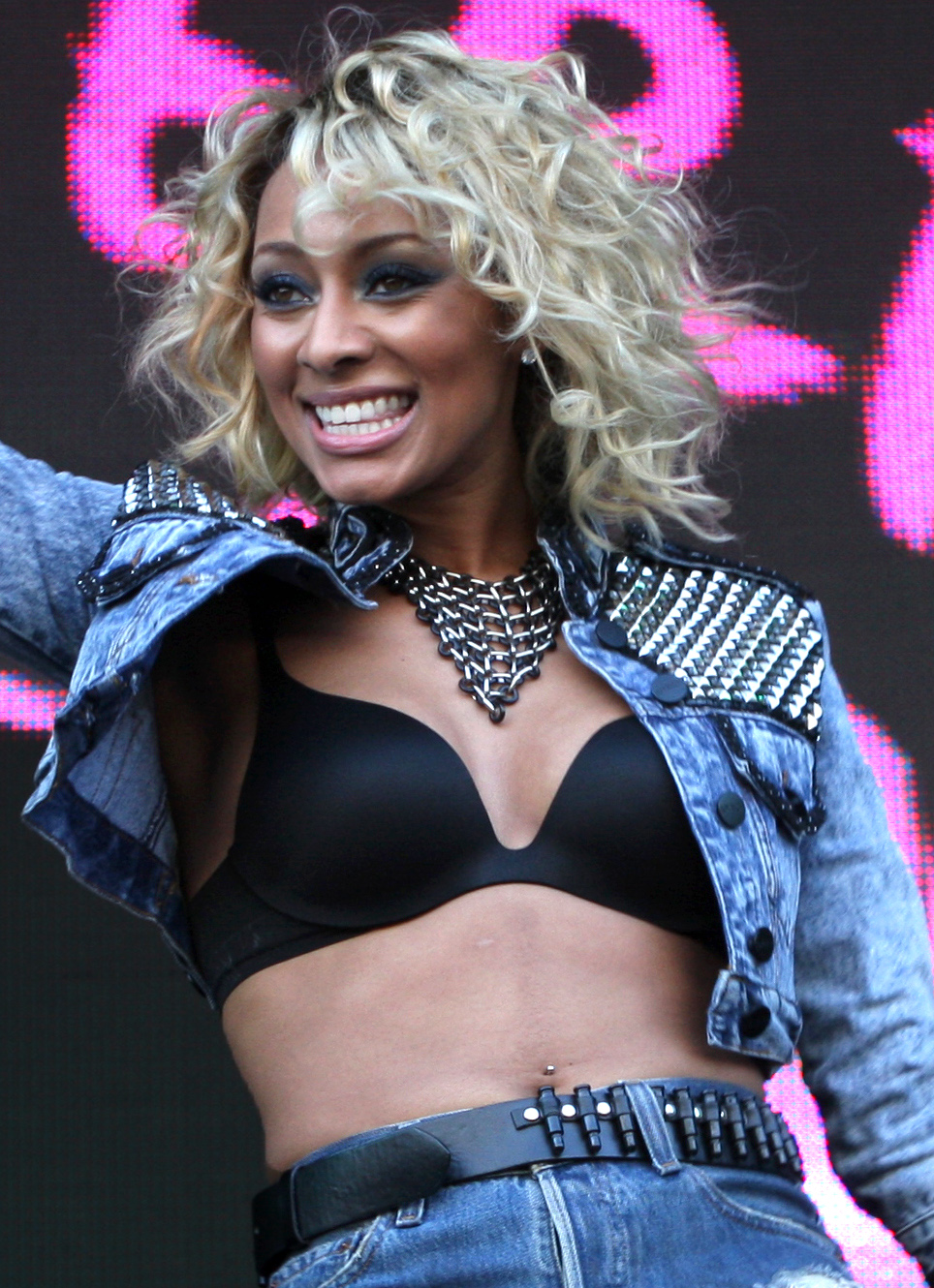
Keri Hilson (* 1982)

- Hilson, Rachel (* 1995), US-amerikanische Schauspielerin

### Hilss
- Hilss, Corinna (* 1970), deutsche Reporterin, Moderatorin und Redakteurin
- Hilßner, Marcel (* 1995), deutscher Fußballspieler

### Hilst
- Hilst, Hilda (1930–2004), brasilianische Schriftstellerin

### Hilsu
- Hilsum, Cyril (* 1925), britischer angewandter Physiker und Elektroniker

### Hilsz
- Hilsz, Maryse (1901–1946), französische Pilotin und Flugpionierin